# استایمی برد
استایمی برد (انگلیسی: Stymie Beard؛ ‏ ۱ ژانویهٔ ۱۹۲۵ – ۸ ژانویهٔ ۱۹۸۱) بازیگر اهل ایالات متحده آمریکا بود.
از فیلم‌ها یا برنامه‌های تلویزیونی که وی در آن نقش داشته‌است، می‌توان به بهترین دختر من، کلبه عمو تام، کاپیتان بلاد، جزبل، کنتاکی، پل سن لوئیس ری، ناوبری کور، داستان بادی هولی، ژست‌های مخاطره‌آمیز و حریره و شیر اشاره کرد.